# Glanzkohle

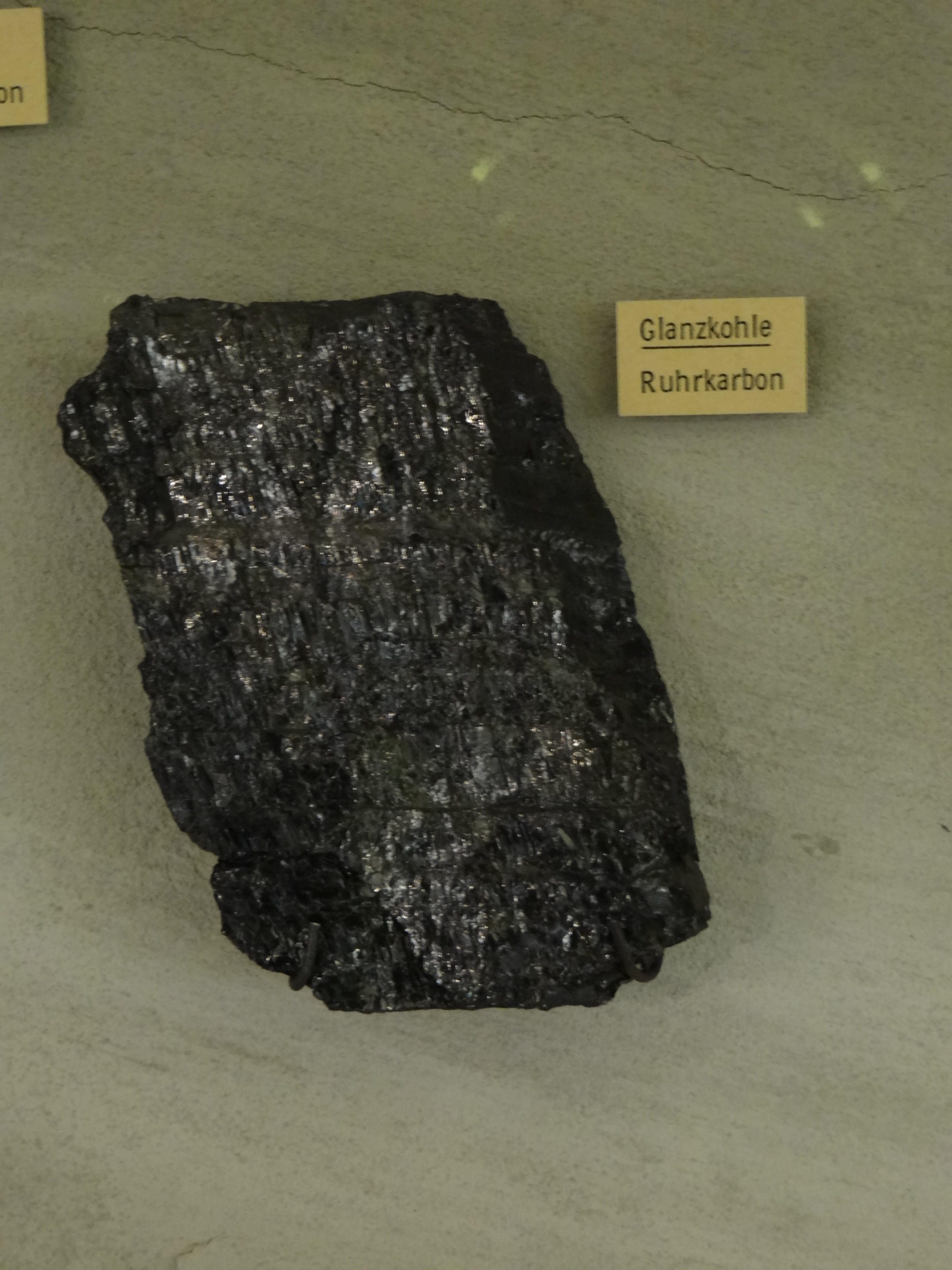
Glanz(stein)kohle aus dem Ruhrkarbon
(gezeigt im Deutschen Bergbau-Museum)

Glanzkohlen sind verschiedene Arten von Kohle, die eine auffallend glänzende Oberfläche aufweisen. Der Glanz geht auf die zunehmende Umwandlung von pflanzlichen Resten in das Mazeral Vitrinit zurück, die bei der Überdeckung der Reste mit jüngeren Sedimenten stattfindet. Bei Steinkohle spricht man daher auch von Vitrit, bei Braunkohlen dagegen von Glanzbraunkohle.
Der Glanz lässt nur bedingt Rückschlüsse auf die sonstigen Eigenschaften der Kohle zu. Mit dem Glanz geht meist eine tiefdunkle/schwarze Farbe und eine größere Härte und Sprödigkeit einher. Normalerweise ist der Glanz ein Hinweis auf eine fortgeschrittene Inkohlung. So zeigen die meisten Steinkohlen und insbesondere Anthrazitkohlen einen ausgeprägten metallischen oder glasigen Glanz (siehe Bild).

## Glanzbraunkohle
Auch bei Braunkohle bildet sich mit zunehmender Inkohlung ein Glanz aus. Der natürlichen Inkohlungsreihe folgend stellt die Glanzbraunkohle ein Übergangsstadium von der Braunkohle zur Steinkohle dar. Insbesondere solche Glanzbraunkohle wird häufig kurz als Glanzkohle bezeichnet, da bei Braunkohle der Glanz ungewöhnlich ist und zudem einen Hinweis auf höherwertige Qualität gibt, während er bei Steinkohle so verbreitet ist, dass er kein Herausstellungsmerkmal darstellt, das einer besonderen Erwähnung im Namen bedarf. In den Braunkohlerevieren Südbayerns wurde die Glanzbraunkohle als Pechkohle bezeichnet.
Unter besonderen geologischen Bedingungen kann sich auch bei relativ junger Braunkohle, die normalerweise eine eher matte/stumpfe Oberfläche aufweist, ausnahmsweise ein Glanz ausbilden: So kann es beispielsweise bei Braunkohlelagerstätten in vulkanisch/geothermisch aktiven Gebieten (wie z. B. am Meißner) vorkommen, dass die Braunkohle erhöhten Temperaturen ausgesetzt wird, die zu einer natürlichen Pyrolyse (Verkokung) der Kohle führen. Diese Verkokung führt zu einer Erhöhung des Heizwertes, macht als sichtbares Zeichen aber auch die Oberfläche dunkler und (genauso wie bei künstlich hergestelltem Koks und bei Holzkohle aus harzreichem Holz) auffallend glänzend.